# Cassagnaudiella pruinosa
Cassagnaudiella pruinosa är en urinsektsart som först beskrevs av Tycho Fredrik Hugo Tullberg 1871.  Cassagnaudiella pruinosa ingår i släktet Cassagnaudiella, och familjen Bourletiellidae. Arten är reproducerande i Sverige.